# Pseudoxenasma verrucisporum
Pseudoxenasma là một chi nấm trong họ Russulaceae. Chi này chỉ có một loài Pseudoxenasma verrucisporum, được tìm thấy ở Thụy Điển.